# Malíř Mathis
Malíř Mathis (v německém orignále Mathis der Maler) je dnes, zejména v německy mluvících zemích, patrně nejhranější opera německého skladatele Paula Hindemitha. Libreto napsal sám skladatel, který volně zpracoval příběh malíře Matthiase Grünewalda.

## Vznik opery
Opera vznikala ve 30. letech 20. století a to mj. jako skladatelova reakce na politické dění a umělecký útlak po nástupu nacismu.Nabízelo se tak operu podřídil ústřední myšlence, jíž je právo umělce na svobodnou tvorbu. V opeře se např. objevuje scéna pálení knih, odkazující na to, k čemu došlo v Berlínu v květnu 1933. Politické poselství opery nezůstalo nacistům utajené a opera pak logicky nemohla být v Německu uvedena.
Co se však ještě Hindemithovi povedlo, bylo uvedení tři symfonických části, pojmenovaných podle křídel Isenheimerského oltáře Matthiase Grünewalda. Ty vznikly ještě před dokončením libreta a staly se větami symfonie, kterou 12. března 1934 uvedl Wilhelm Furtwängler v Berlíně.
Scénická premiéra opery se pak uskutečnila 28. května 1938 v Curychu jako zahajovací představení Letního hudebního festivalu, dirigentem byl Robert F. Denzler. Premiéru přenášela švýcarská rozhlasová stanice Beromünster. Jedinou českou inscenaci uvedlo roku 1970 Divadlo Oldřicha Stibora v Olomouci.

## Děj opery

### Scéna 1
Mathis právě dokončil roční práci na zakázce od kardinála Albrechta a přemítá nad smyslem své práce. Ve svých pochybnostech se setkává s pronásledovaným vůdcem sedláckého povstání Schwalbem a jeho dcerou Reginou. Dojatý neutěšenou situací rolníků jim nabídne svého koně. Pronásledujícímu Sylvesterovi ze Schaumburgu přizná, že povstalcům pomohl. Ten se jen však neodvažuje zatknout, protože je to kardinálův oblíbený malíř.

### Scéna 2
Nepokoje mezi katolíky a luterány před Albrechtovou rezidencí v Mohuči zažehne příjezd samotného kardinála s ostatky svatého Martina. Kardinál slibuje obchodníkovi Riedingerovi zrušit příkaz k pálení heretický knih, ale později ustoupí svým rádcům Pomerfeldovi s Capitem, kteří ho přesvědčují o tom, že nemůže vzdorovat přání Říma. Mathis se ve městě shledává s Reidingerovou dcerou Ursulou, se kterou si byli v minulosti blízcí a moc rádi se po čase opět vidí. Mathis se poté setkává s kardinálem Albrechtem, kterého žádá, aby nepřistupoval k potlačení sedlácké revolty. Albrecht si uvědomí, že nemůže změnit názor svého přítele, zajistí mu ale bezpečný odchod z města.

### Scéna 3
Luteráni jsou znepokojeni, když sledují, jak se Capitovi podařilo najít v Reidingerově domě tajnou skrýš se zakázanými knihami. Uklidní je však, když se dozví o dopisu Luthera Albrechtovi, v němž mu navrhl, aby svou neutěšenou finanční situaci vyřešil svatbou s Ursulou. To by mohlo pak i uklidnit náboženské spory. Ursula sice miluje Mathise, když se však její milý rozhodne vzdát se své lásky a jít raději na pomoc povstalcům, souhlasí, že udělá, co je potřeba, aby pomohla protestantské věci.

### Scéna 4
Selští vojáci zajali a brutálně zabili hraběte Helfensteina. Jeden ze sedláků na žádost o milost odpoví, že nepřijímají žádného vládce kromě císaře. Mathise ona brutalita povstalců pobouří a rozhodne se ochránit aspoň hraběnku. Povslaci se ale obrátí proti němu a Schwalb s Reginou mají co dělat, aby jej odtáhli do bezpečí. Blíží se hraběcí armáda a sklíčení sedláci se připravují na bitvu. Bitva má ale rychlý konec. Samotný vůdce povstalců Schwalb je zabit. Mathis prchá s osiřelou Reginou.

### Scéna 5
Albrecht probírá svou finanční situaci a Lutherovu výzvu s Capitem a souhlasí, že se setká s bohatou nevěstou. Je ohromen, když Ursulu spatří, vyčte ji však, že se nechala zneužít a je nevěrná své lásce. Ta mu pak sama přiznává, že ji k rozhodnutí se za něj provdat nevede láska, ale že chce zabránit dalšímu násilí. Kardinála její upřímnost velmi dojme, a tak přede všemi oznámí, že se ženit nebude, ale místo toho radikálně změní svůj způsob života a bude žít maximálně skromně.

### Scéna 6
V odenwaldském lese Mathis uspává vystrašenou Reginu lidovou písní „Es sungen drei Engel“. Sotva Regina usne, objeví se před Mathiasem, nyní v oděvu Grünewaldova svatého Antonína, výjevy z jeho života, které ale mají podobu z jeho vlastního díla: Isenheimského oltáře. Nejprve se objeví postava připomínající hraběnku Helfensteinovou a nabízí mu život v přepychu. Poté Pommersfelden chválí moc peněz a tu se objeví Ursula v přestrojení za žebračku a je nakonec odvedena na popraviště jako mučednice. Dále se zjeví Capito, nyní učenec, a vysvětluje malíři, že svět může ovládnout skrze vědu a vyčítá mu neobjektivitu. Následně přichází k malíři na návštěvu svatý Pavel/Albrecht, aby ho utěšil a vyzval k tomu plnit své životní poslání: „Jdi a maluj“.

### Scéna 7
Malíř se již nyní plně ponořil do svého umění. Ursula se zatím stará o umírající Reginu, která si Mathisův obraz umírajícího Krista splete se svým otcem. Jen pohled na Mathise ji dokáže před smrtí uklidnit. Ráno malíře navštíví Albrecht, který mu nabídne život v jeho domě a pod jeho ochranou. Mathis chce ale raději trávit poslední dny svého života o samotě.